# Cometa ISON
C/2012 S1 (ISON) a fost o cometă razantă, descoperită la 21 septembrie 2012 de către Vitali Nevski (Vitebsk, Belarus) și Artiom Novicionok (Kondopoga, Rusia). A fost descoperită în apropiere de planeta Saturn. Conform primelor calcule această cometă ar fi putut fi vizibilă de pe Pământ cu ochiul liber începând cu sfârșitul anului 2013.
Pornind de la observațiile efectuate prin telescopul spațial SWIFT în ianuarie 2013, s-a calculat că nucleul cometei ISON era de vreo cinci kilometri, redus la doi kilometri prin observațiile ulterioare. În noaptea de 13 spre 14 noiembrie 2013, Emmanuel Jehin și Cyrielle Opitom, de la Universitatea din Liège, în Belgia, observau o creștere a activității cometei cu factorul 10, cu ajutorul telescopului Trappist, aflat la Observatorul din La Silla, în Chile. Cometa a putut fi observată cu binoclul și cu ochiul liber la 14 noiembrie 2013.
Mai întâi nesigură, dezintegrarea cometei ISON a fost confirmată în primele zile ale lunii decembrie 2013.

## Descoperirea
Cometa C/2012 S1 a fost descoperită la 21 septembrie 2012 de Vitali Nevski (în rusă Виталий Невский) și Artiom Novicionok (în rusă Артём Новичонок) cu ajutorul unui telescop de 40 cm al International Scientific Optical Network (ISON), în apropiere de Kislovodsk, în Rusia. Imagini ale cometei realizate de Mount Lemmon Survey la 28 decembrie 2011 și de Pan-STARRS la 28 ianuarie 2012 au fost repede regăsite. Noi observații au fost realizate la 22 septembrie de o echipă a observatorului Remanzacco în Italia cu rețeaua iTelescope. Descoperirea a fost anunțată la 24 septembrie 2012 de Minor Planet Center.

## Orbita

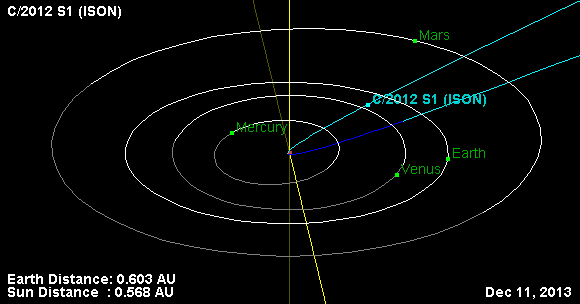
Poziţia orbitală a cometei ISON la 11 decembrie 2013 după periheliu.

Cometa și-a atins periheliul (punctul cel mai apropiat de Soare) la 28 noiembrie 2013, la o distanță de vreo 0,012 ua(1.800.000 km) de centrul Soarelui.Raza Soarelui fiind de 700.000 km, acest lucru semnifică faptul că această cometă a trecut la aproximativ 1.100.000 km de suprafața Soarelui.
Orbita sa aproape parabolică sugerează faptul că ar fi putut ieși direct din Norul lui Oort și că nu a intrat niciodată în Sistemul Solar Intern . Calculele preliminare arată că această cometă a trecut la circa 0,07 ua (10.000.000 km de Marte la 1 octombrie 2013 și că ar fi trebuit să treacă la aproximativ 0,4 ua (60.000.000 km) de Pământ la 26 decembrie 2013. Unele elemente orbitale ale cometei ISON sunt similare celor ale Marii Comete din 1680, iar cele două corpuri cerești ar putea fi două fragmente ale unui același corp părinte.

## Luminozitate

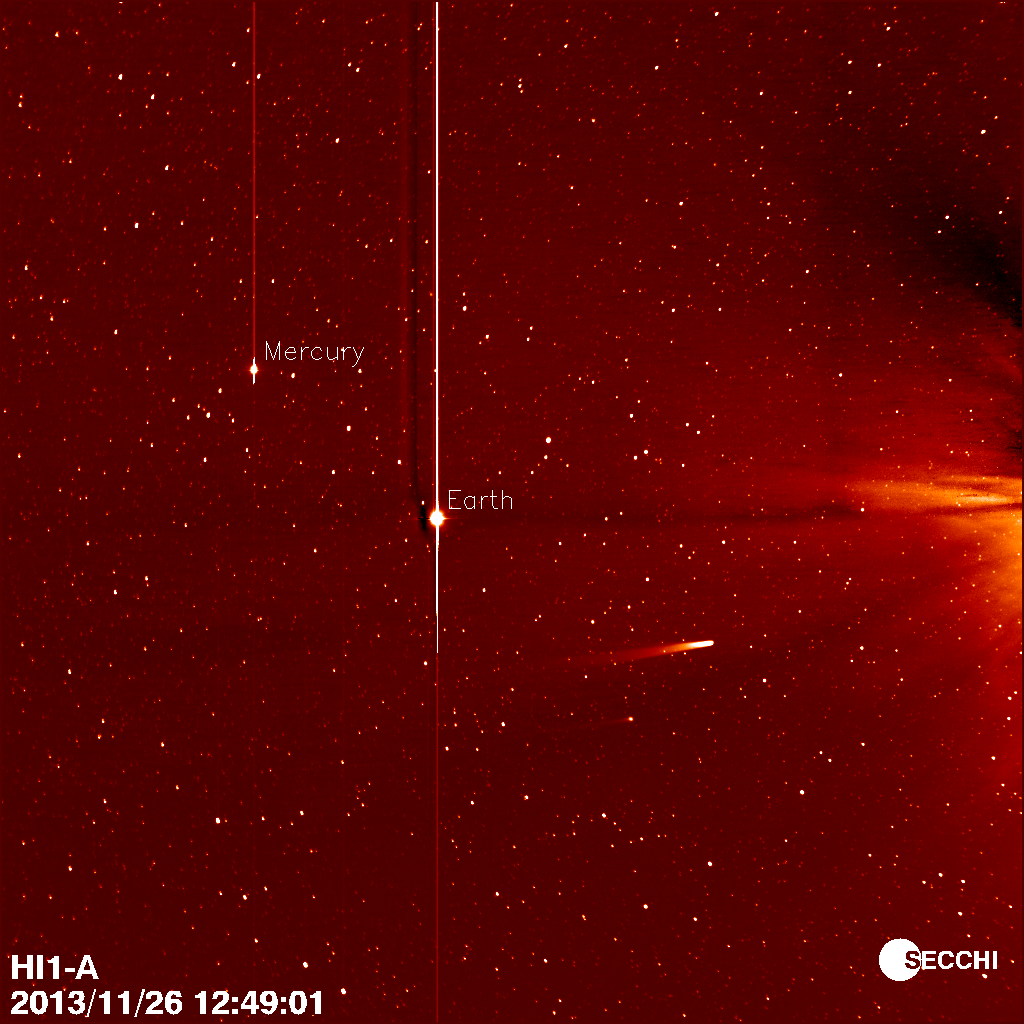
Cometa ISON, Pământul, Mercur şi Soarele (imagine din 26 noiembrie 2013).

În momentul descoperirii sale, magnitudinea aparentă a cometei era de circa 18,8, mult prea slabă pentru a fi vizibilă cu ochiul liber, dar suficientă pentru a fi reperată cu ajutorul unor telescoape puternice de amator.. Luminozitatea cometei a crescut progresiv, pe măsura apropierii sale de Soare, atingând deja 16,3, în ianuarie 2013. Cometa a început să fie vizibilă cu ajutorul unor telescoape de amatori în luna august 2013, iar cu ochiul liber pe la jumătatea lunii noiembrie. Această perioadă de vizibilitate cu ochiul liber ar fi trebuit să se întindă până spre mijlocul lunii ianuarie 2014. Observatorii aflați în emisfera nordică ar fi fost deosebit de bine plasați pentru a observa cometa la sfârșitul lunii decembrie 2013.
Când cometa a atins periheliul, la 28 noiembrie 2013, s-a aflat la mai puțin de 1° de Soare, ceea ce a făcut observarea dificilă din cauza strălucirii Soarelui. În continuare, cometa ar fi putut deveni extrem de strălucitoare dacă ar fi rămas intactă și ar fi putut atinge o magnitudine negativă. În această situație, ar putut fi considerată drept Marea Cometă din 2013. Potrivit publicației britanice Astronomy Now, ea ar fi putut, rapid, să devină mai luminoasă decât Luna plină. Însă forțele mareice au condus la distrugerea cometei.
Totodată, dacă ISON ar fi supraviețuiețuit trecerii la periheliu, ea ar fi putut să se asemene Cometei Mac Naught, Marii Comete din 1680 sau cometei C/2011 W3 (Lovejoy). Cea mai strălucitoare cometă observată, după 1935, a fost cometa Ikeya–Seki în 1965, cu o magnitudine de -10.
ISON nu a supraviețuit trecerii pe lângă Soare.

## Galerie de imagini

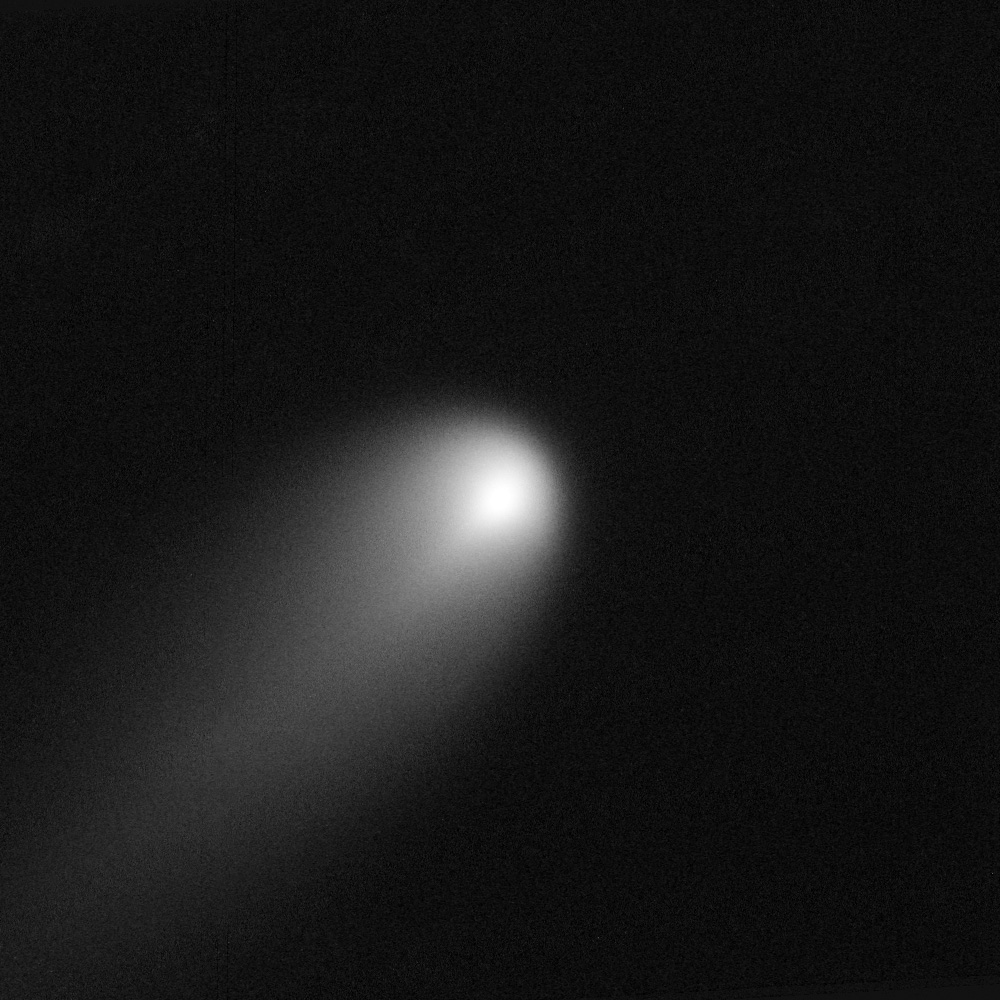
Cometa C/2012 S1 (ISON) fotografiată în noaptea de 10 spre 11 aprilie 2013 de telescopul spațial Hubble
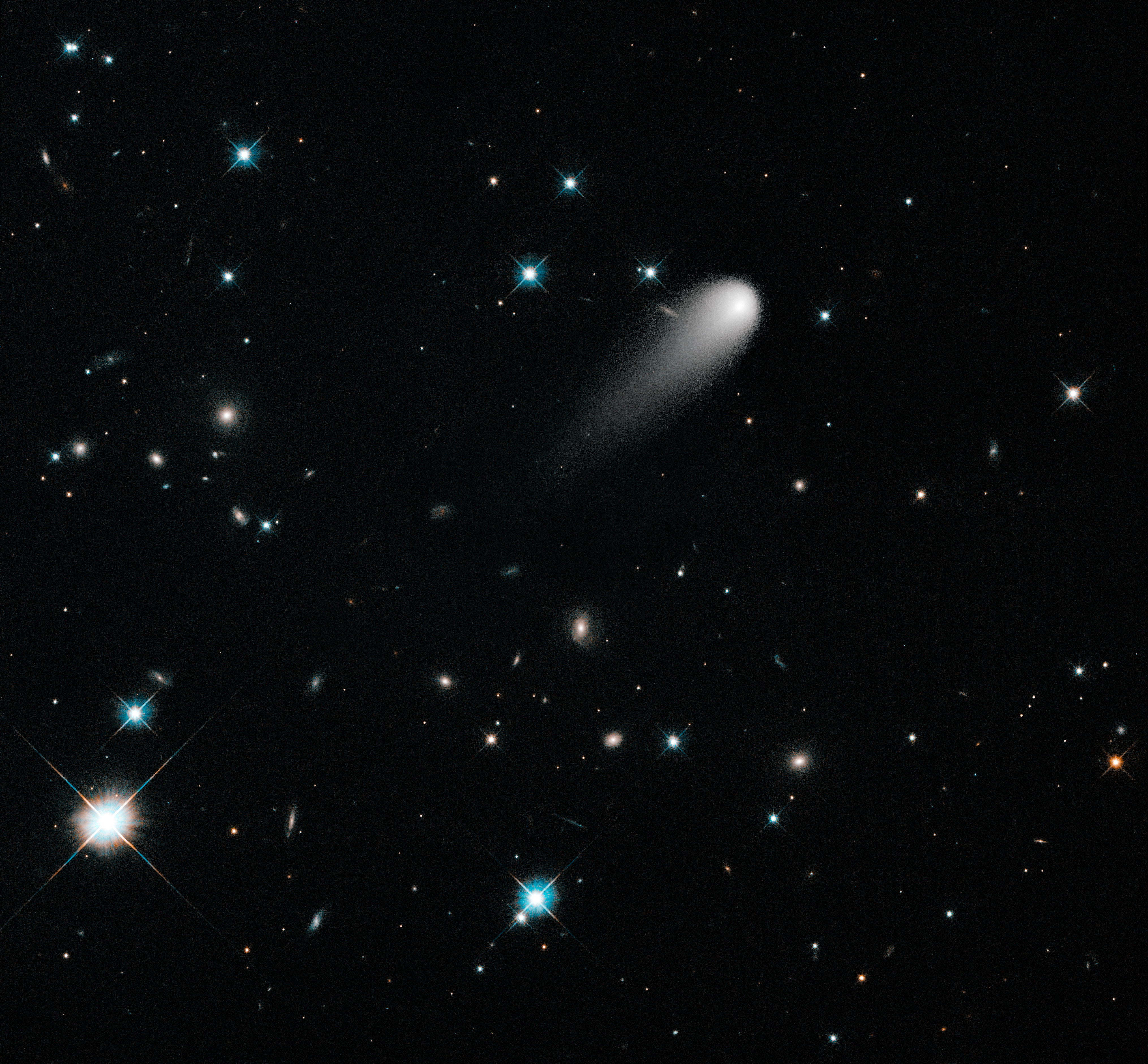
Cometa C/2012 S1 (ISON) fotografiată la 30 aprilie 2013 de telescopul spațial Hubble